# 栉鳍乌贼
栉鳍乌贼（学名：Ctenopteryx siculus）为栉鳍乌贼科栉鳍乌贼属的动物。分布于日本九州岛南端、琉球群岛、印度洋、佛得角群岛西北外海、亚速尔群岛西南、南部和北部外海、地中海以及中国大陆的西沙群岛西部、中沙群岛东南部等地，生活环境为海水，主要生活于深海。其生存的海拔范围为-2000至-30米。该物种的模式产地在地中海。